# Clitopilopsis
Clitopilopsis Largent & R.G. Benedict – rodzaj grzybów z rodziny dzwonkówkowatych (Entolomaceae). W Polsce dotąd zanotowano jeden gatunek – rumieniak pępówkowaty, ale już wymarły.

## Systematyka i nazewnictwo
Pozycja w klasyfikacji
Entolomataceae, Agaricales, Agaricomycetidae, Agaricomycetes, Agaricomycotina, Basidiomycota, Fungi (według Index Fungorum).
Gatunki
- Clitopilopsis blancii (Maire) Konrad & Maubl. 1949
- Clitopilopsis heterospora (Murrill) Kluting, T.J. Baroni & Bergemann 2014
- Clitopilopsis hirneola (Fr.) Kühner 1946 – tzw. rumieniak pępówkowaty

Wykaz gatunków (nazwy naukowe) na podstawie Index Fungorum. Nazwa polska według W. Wojewody. Podał ją dla rodzaju Rhodocybe, jest więc obecnie niespójna z nazwą naukową.